# 大塚永蔵
大塚 永蔵（おおつか えいぞう、1849年（嘉永2年1月） - 1919年（大正8年）4月30日）は、明治から大正時代の政治家。銀行家。貴族院多額納税者議員。栃木県下都賀郡豊田村長。

## 経歴
栃木県出身。1872年（明治5年）以降、同県下都賀郡卒島村副戸長、同郡豊田村長のほか、小山銀行頭取などを歴任した。
1895年（明治28年）栃木県多額納税者として補欠選挙で貴族院議員に互選され、同年11月8日から1897年（明治30年）9月28日まで在任した。